# Diocèse d'Andria
Pour les articles homonymes, voir Andria (homonymie).
Le diocèse d'Andria (en latin : Diœcesis Andriensis ; en italien : Diocesi di Andria) est un diocèse de l'Église catholique en Italie, suffragant de l'archidiocèse de Bari-Bitonto et appartenant à la région ecclésiastique des Pouilles.

## Territoire
Le diocèse est situé dans une partie de la province de Barletta-Andria-Trani, les autres parties de la province sont partagées par l'archidiocèse de Trani-Barletta-Bisceglie et le diocèse d'Altamura-Gravina-Acquaviva delle Fonti. Son territoire couvre 779 km2 divisé en 39 paroisses regroupés en 5 archidiaconés.
L'évêché est à Andria avec la cathédrale Santa Maria Assunta. Le diocèse possède deux cocathédrales : Maria Assunta à Minervino Murge qui témoigne de l'ancien diocèse de Minervino (it) et la basilique de saint Sabin (it) de Canosa di Puglia qui garde le souvenir du diocèse de Canosa.

## Histoire
Selon la tradition, commune à de nombreux diocèses des Pouilles, la communauté chrétienne d'Andria est fondée par l'apôtre saint Pierre lors de son voyage d'Antioche à Rome. Les traditions locales ont anticipé la fondation du diocèse au Ve siècle avec un prétendu évêque Richardus anglicus se référant plutôt au saint évêque du XIIe siècle. Les premières attestations d'une présence chrétienne sur territoire andrien peuvent être trouvées dans des documents datant du IXe siècle. Il est certain que le diocèse n'est pas antérieur à 1063, année où Andria apparaît parmi les possessions de l'archidiocèse de Trani dans une bulle du pape Alexandre II.
Le premier évêque d'Andria dont on possède des sources documentés est Leone dont le nom apparaît dans un acte de donation au monastère de Santo Stefano ad rivum maris en 1137 ; en 1143, il intervient pour transférer les reliques de saint Nicolas Pèlerin à Trani ; l'année suivante, il est parmi les signataires d'un autre acte de donation de l'église des Saints Nicandre et Marcien. Après Leone, la seconde moitié du XIIe siècle est marquée par l'épiscopat de saint Richard. Des documents attestent que le diocèse d'Andria est suffragant de l'archidiocèse de Trani et qu'il comprenait seulement la ville épiscopale et le territoire environnant. Selon la tradition locale, Béatrice d'Angiò, épouse du duc Bertrando IV del Balzo, apporte à Andria la Sainte Épine de la couronne d'épine du Christ donnée au chapitre et qui est encore vénérée dans la cathédrale d'Andria. 
Au XIVe siècle, la ville voit la présence de quatre grands monastères : les dominicains, les Frères mineurs conventuels, les frères mineurs observants de Santa Maria Vetere et les ermites de saint Augustin. En 1438, la découverte du corps de saint Richard développe la dévotion à ce saint évêque qui est déclaré patron de la ville. De 1452 à 1479, le diocèse est uni in persona episcopi au diocèse de Montepeloso (maintenant unit à l'actuel archidiocèse de Matera-Irsina). Au XVIe siècle, le développement urbain de la ville favorise la construction de plusieurs édifices religieux, y compris le monastère bénédictin (1563) détruit à l'époque fasciste, le monastère et la basilique bénédictine (1576), le sanctuaire de Santa Maria dell'Altomare. Les décisions du Concile de Trente tardent à être mise en œuvre dans le diocèse, par exemple, le séminaire n'est établi qu'en 1705. 
Le 29 juin 1818, par la bulle De utiliori du pape Pie VII, le territoire du diocèse est élargi en incorporant le diocèse de Canosa et le diocèse de Minervino, tous deux supprimés. Le XXe siècle voit l'épiscopat de Giuseppe Di Donna (1940-1952), missionnaire à Madagascar, dont la cause de béatification est en cours. En 1976, la municipalité de Montemilone appartenant déjà au diocèse de Minervino est rattachée à celui de Venosa. Le 20 octobre 1980, avec la bulle Qui Beatissimo Petro du pape Jean-Paul II, il est intégré dans la province ecclésiastique de l'archidiocèse de Bari (aujourd'hui archidiocèse de Bari-Bitonto). 

## Sources
- http://www.catholic-hierarchy.org